# Христианович, Николай Филиппович
Николай Филиппович Христианович (1828—1890) — русский композитор и музыкальный писатель, музыкально-общественный деятель.

## Биография
Родился 22 июля (3 августа) 1828 год в селе Кислино Тарусского уезда Калужской губернии в семье помещика. В 1841—1848 годах учился в петербургском Училище правоведения, где брал уроки игра на фортепиано у А. Л. Гензельта. После чего служил по судебному ведомству до начала 1860-х годов, когда отправился в Германию с целью пополнить своё музыкальное образование. В 1856 году учился в Лейпцигской консерватории. 
В 1857 году в «Русском вестнике» была напечатана статья Христиановича о Шопене, обратившая на себя внимание; за ней последовали статьи о Шуберте и Шумане (отдельно изданы в 1875 году под заглавием «Письма о Шопене, Шуберте и Шумане», Москва). Не решаясь, однако, идти против воли отца, Христианович всё-таки не посвятил себя всецело музыке. По возвращении из-за границы он опять поступил на службу по судебному ведомству в Ярославле, где устраивал серьёзные концерты, организовал бесплатные курсы музыкальной теории, написал 7 картин для хора и оркестра к «Демону» Лермонтова (исполнял в Ярославле) и кантату «Лес», исполненную тогда же в концертах Русского музыкального общества в Санкт-Петербурге и Харькове. В 1866—1876 годах служил в Орле, затем в Радоме и наконец в Полтаве, везде благотворно влияя на развитие местной музыкальной жизни. В Полтаве Христианович управлял гимназическими концертами, организовал хоровые собрания и бесплатные классы теории, написал ряд романсов и фортепианных пьес. В 1883 году он ездил в Харьков, где по приглашению прочёл в музыкальном училище Русского музыкального общества ряд лекций по истории музыки.
Изданы, кроме вышеупомянутой книжки, 33 романса и несколько фортепианных пьес Христиановича; остальные композиции его остались в рукописи, точно так же как «автобиографические записки», курс элементарной теории и воспоминания.
Умер 29 марта 1890 года в Полтаве.